# Constantia rupestris
Constantia rupestris es una especie de orquídea epífita originaria de  Sudamérica.

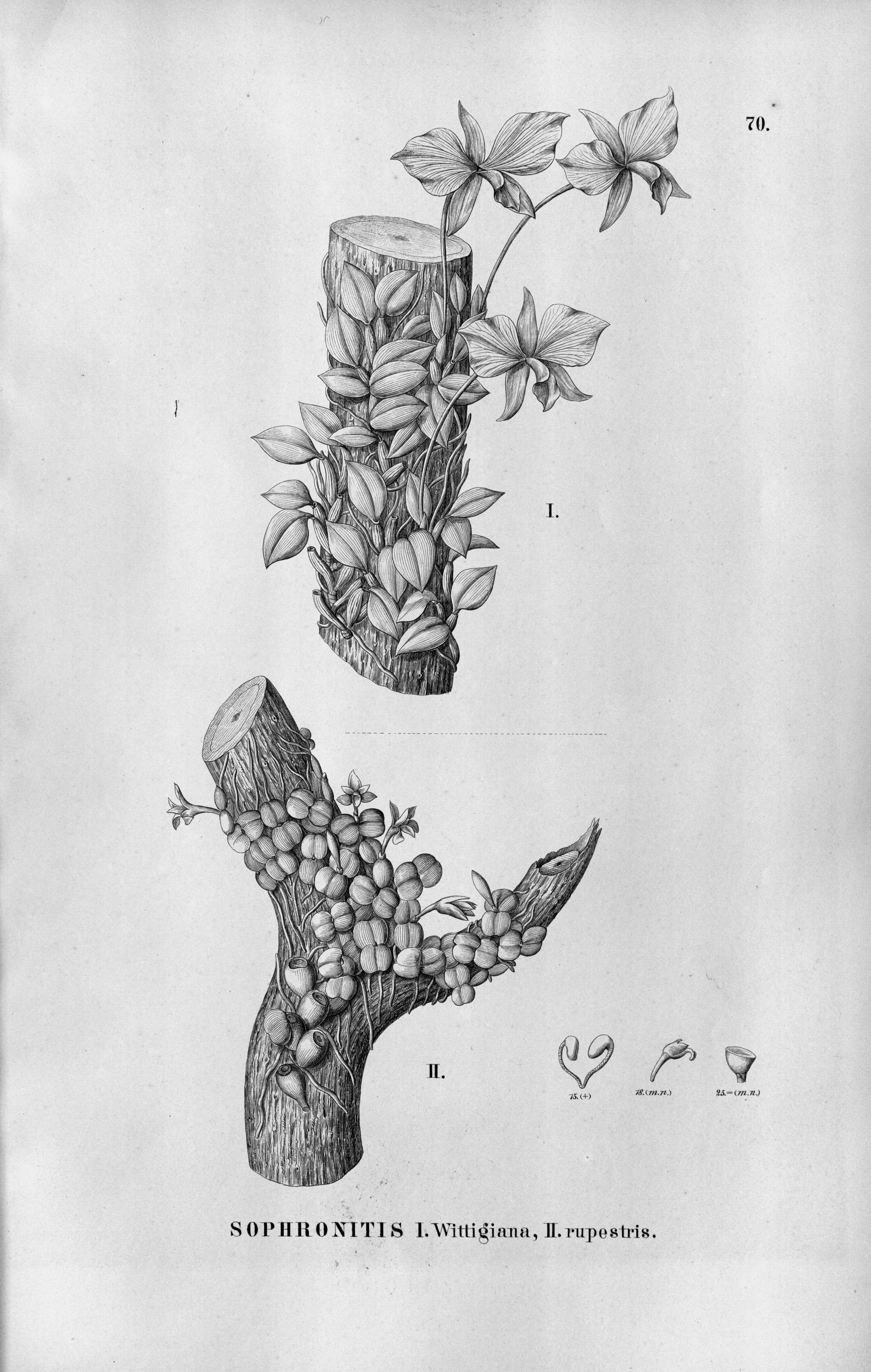
Ilustaración

## Descripción
Es una orquídea  de tamaño pequeño, que prefiere el clima cálido con hábitos litofitas con varios pseudobulbos  en forma de pera, muy comprimidos que llevan 2 hojas apicales, con forma de riñón,  cordadas las hojas basales. Florece en el otoño en una inflorescencia erecta de 1 mm que solo surge a través de una pequeña funda.

## Distribución y hábitat
Se encuentra en estado brasileño de Río de Janeiro.  

## Taxonomía
Constantia rupestris fue descrita por Barbosa Rodriguez y publicado en Genera et Species Orchidearum Novarum 1: 79. 1877.
Etimología
Constantia:  nombre genérico  que fue nombrado en honor de la esposa del botánico brasileño Barbosa Rodriguez, llamada Constanza.
rupestris: epíteto latino que significa "rupestre".
Sinonimia
- Sophronitis rupestris (Barb.Rodr.) Cogn.	[4][5]